# Geely Galaxy L6

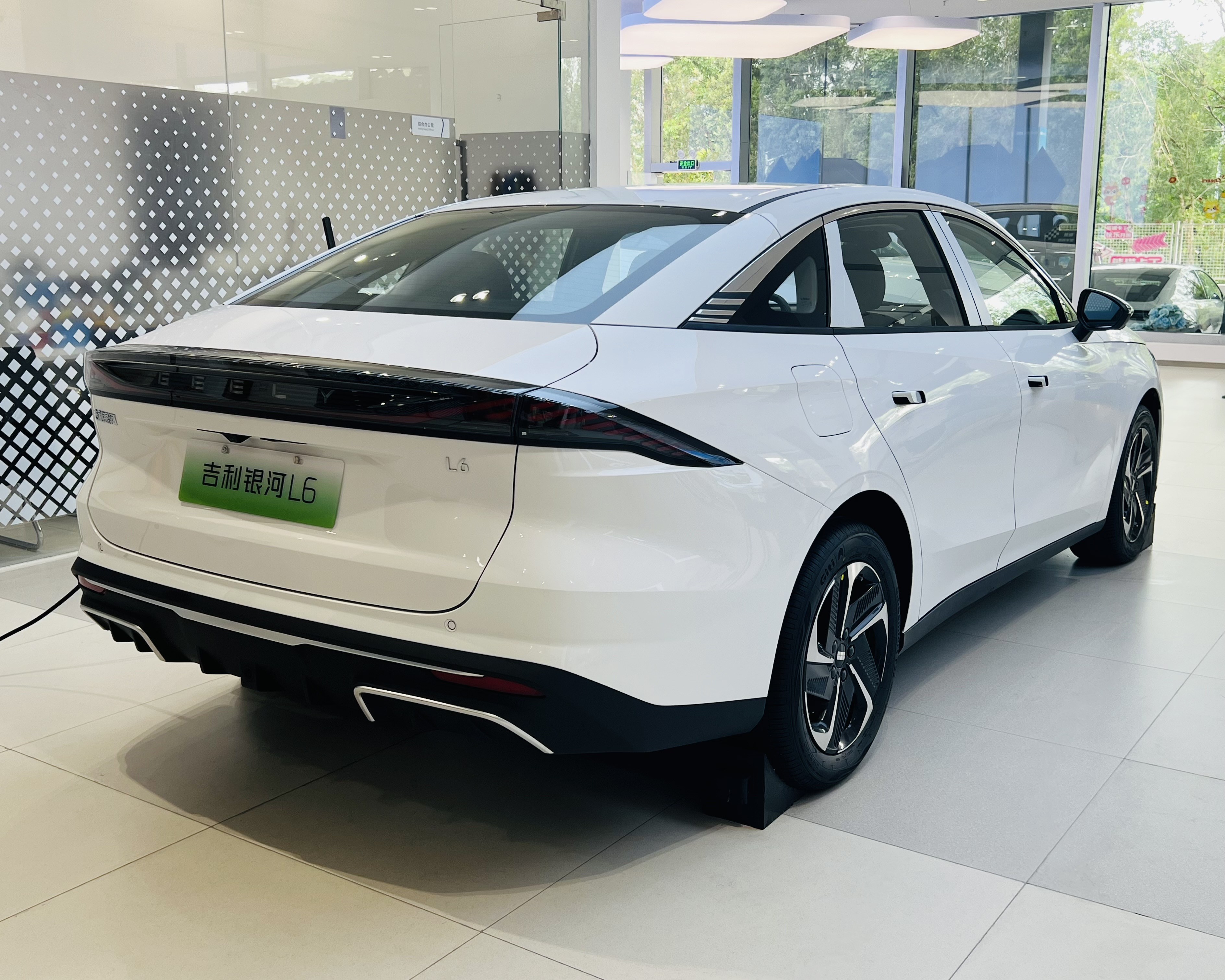
Вид сзади

Geely Galaxy L6 (кит. упр. 吉利银河L6; кит. трад. 吉利銀河L6; пиньинь Jílì yínhé L6) — компактный гибридный автомобиль, который выпускается подразделением Galaxy компании Geely с 2023 года. После Galaxy L7, это вторая модель суббренда Galaxy.

## Описание
Geely Galaxy L6 оснащён гибридной трансмиссией NordThor Hybrid 8848, которая также применяется в L7. В движение автомобиль приводится 1,5-литровым бензиновым двигателем с турбонаддувом и электродвигателем. Платформу Compact Modular Architecture автомобиль также разделяет с L7.
Внутри расположена 10,25-дюймовая жидкокристаллическая приборная панель за рулевым колесом. 13,2-дюймовый экран занимает центральную консоль и служит центром управления информационно-развлекательной системой автомобиля. Geely Galaxy оснащён процессором Qualcomm Snapdragon 8155 и работает под управлением операционной системы Geely Galaxy N-OS.

## Технические характеристики
Бензиновый двигатель объёмом 1,5 литра развивает мощность 120 кВт и крутящий момент 225 Н⋅м, а электродвигатель развивает мощность 107 кВт и крутящий момент 338 Н⋅м. В совокупности мощность составляет 287 кВт, а крутящий момент — 535 Н⋅м. До 100 км/ч автомобиль разгоняется за 6,5 секунды, а максимальная скорость — 235 км/ч.
Ёмкости аккумуляторов варьируются от 9,1 до 18,7 кВт⋅ч. Аккумулятор ёмкостью 9,1 кВт⋅ч обеспечивает запас хода 1320 км по циклу WLTP, а аккумулятор ёмкостью 18,7 кВт⋅ч обеспечивает запас хода 1370 км.